# 加利納 (內華達州蘭德縣)
加利納（英語：Galena）是位於美國內華達州蘭德縣的鬼鎮。

## 歷史
加利納的郵局於1871年設立，其後於1907年停運。

## 地理
加利納所處的海拔為高於海平面1877米（即6158英呎），而該地所採用的時區為UTC-8，即太平洋时区（PST）。同時該地設有夏令時間，為UTC-8調快一小時，即UTC-7（PDT）。